# 얌의 첨탑
얌의 첨탑은 아프가니스탄 서부에 소재한 유네스코 세계유산이다. 구르주 샤라크 구역에 하리강 옆을 따라 위치하여 있다. 62미터 (203 ft)의 높이의 미나레트는 전체 1190개의 벽돌로 지어져 있고, 벽돌의 복잡한 무늬와 멀건 타일 장식으로 유명하다. 타일에는 쿠픽과 나스키로 쓰여진 캘리그래피와 기하학적 패턴, 그리고 꾸란의 구절들로 장식되어 있다. 2013년에는 첨탑이 위험에 처한 세계유산 목록에 올라가며, 심각한 부식 위험과 저조한 보존 노력 등이 그 이유로 설명되었다. 2014년 BBC는 탑이 붕괴의 위험에 임박하다고 보도하였다.